# Homoneura sydneiensis
Homoneura sydneiensis är en tvåvingeart som beskrevs av Kim 1994. Homoneura sydneiensis ingår i släktet Homoneura och familjen lövflugor. Inga underarter finns listade i Catalogue of Life.